# الباحث (مسلسل)
سلسلة روايات الباحث عبارة عن مجموعة من أعمال الخيال العلمي لعام 2015-2017 للمؤلفة الأمريكية أروين إليس دايتون، بدءًا من عنوان الباحث المسمّى، ورواية قصيرة، وكتابين كاملين آخرين. يتشاركون قصّة مراهقة مرتزقة تدعى كوين كينكيد. سرعان ما تبعت المؤلفة دايتون الباحث في وقت لاحق من عام 2015 برواية أخرى، والتي تركز على فتاة صغيرة سرية مود. أكملت الروايتين المتبقيتين، المسافر (2016) والمعطل (2017)، الثلاثية باتباع رحلة كوين المعقدة مع صديقتها المفضلة شينوبو، وعدوها المستقبلي جون، ويونغ دريد الذي يستيقظ في مجرى الزّمن. لتحدي الباحثين.

## ملخصات كل كتاب
تدور أحداث سلسلة روايات الباحث في نسخة المستقبل القريب من عالمنا،  الباحثون هم مرتزقة دُربوا وأقسموا على حماية الخير ومحاربة الشّر، على الرّغم من أنّه لم يتمّ إخبارهم بالحقيقة الكاملة طوال حياتهم. تمرين.

### الباحث
الكتاب الأوّل في السّلسلة، الباحث، يفتح في اسكتلندا، والّذي بحثته المؤلفة دايتون على نطاق واسع، قائلاً "عندما أقود سيّارتي عبر قرى أصغر وعبر الأراضي المفتوحة، أعلم أنّني أرى اسكتلندا كثيرًا كما كانت منذ مئات السّنين، والكثير كما سيكون في الأوقات القادمة". تتبع القصّة ثلاثة متدرّبين شباب: كوين كينكيد، وشينوبو، وجون، حيث يخضعون للتّدريب ليصبحوا "الباحث"، لتصحيح أخطاء العالم.  بعد أن أمضت معظم حياتها في التّدريب لتصبح باحثة، أدركت كوين، عند أداء القسم، أنّها لم تحصل أبدًا على الحقيقة الكاملة بشأن دورها الجديد. تحجب دايتون المعلومات عن القارئ، وتكشف فقط عن "تلميحات وقليل من الإنذارات" بأنّ كوين قد دربت لتكون قاتلة، للعمل مع "والدها الوحشيّ المتلاعب".  بعد اسكتلندا، ينتقل الإعداد إلى هونغ كونغ، حيث يستكشف كوين فقدان الذّاكرة العلاجي، بينما يتولّى شينوبو مهمة الغوص الإنقاذي ويقع في تعاطي المخدرات.  يسعى جون للحصول على جهاز "athame" الخاص بعائلته، وهو جهاز يسمح للباحث باختراق الواقع. 
لاحظت صحيفة USA Today الاستجابات المختلفة للشّخصيات الثّلاثة تجاه "خيبة الأمل الّتي تشعر بها عندما تكشف عن أكاذيب الطفولة على أنّها حقائق مخيفة لواقع بالغ مضطرب حقًا". وصفت مجلة Publishers Weekly الباحث بأنّه "بداية قوية لملحمة عائلية معقدة"،  أدرجت مجلة Teen Vogue الرّواية في قائمة "13 ظهورًا لأوّل مرّة في الشّباب على رادارك هذا العام" لعام 2015.  في عام 2013، بعد أسبوع واحد فقط من توقيع صفقة النّشر مع دايتون لأرقام عالية من قبل مطبعة ديلاكورت، أعلنت شركة كولومبيا بيكتشرز أنّها اشترت حقوق الفيلم للرواية وأن مارك جوردون كان مرتبطًا بإنتاج أي تعديل سينمائي. صرحت رئيسة الإنتاج هانا مينغيلا قائلة: "إنّ أفضل قصص الخيال العلمي والفانتازيا هي كناية عن حقيقة عالمية راسخة، ويصوّر أروين بشكل مثالي اليقظة العاطفيّة المعقّدة لدى جميع الشّباب بأن العالم ليس أبيض وأسود، والآباء ليسوا مثاليّين، وفي النّهاية علينا جميعًا أن نكون باحثين عن حقيقتنا".

### الرعب الشباب
بعد أشهر فقط من نشر رواية الباحث، أتبعها دايتون برواية قصيرة من 100 صفحة عن مود، المعروف أيضًا باسم يونغ دريد، وهي الشّخصية الّتي ظهرت في الكتاب الأوّل. إنّها تقفز قبل قرون لتغطية تدريب مود قبل أن تتجمّد في الوقت المناسب حتّى تستيقظ من جديد في الجدول الزّمني لـكوين كينكيد، الذي يبلغ من العمر سن المراهقة فقط. 

### مسافر
عام 2016، نُشر كتاب دايتون الكامل الثّاني في السّلسلة، المسافر، بواسطة إمبر، كمتابعة لباحث.  بحسب إيزابيلا بيدنهارن من مجلّة إنترتينمنت ويكلي: "تواصل المسافر قصّة كوين كينكيد، الباحثة التي علمت ليلة أدائها القسم أن إرث عائلتها ليس تمامًا كما يبدو". 

### معطل
كتاب دايتون الكامل الثّالث في السّلسلة، معطل، نشر في عام 2017 بواسطة ديلاكورت بريس، كمتابعة لـلمسافر. تعود الشّخصية الرئيسية كوين، لتستكشف رابطة غريبة خارج أبعاد عالمنا المعروف باسم "هناك". لاحظت Booklist أنّ "قراء المجلدين الأولين سيجدون نهايتهم التي طال انتظارها هنا، وسيجد دايتون معجبين مدى الحياة." 

## روابط خارجية
- Children’s Book Review interview